# Sam Langford
Samuel "Sam" E. Langford (4 de Março de 1883 – 12 de janeiro de 1956) foi um boxeador Canadense que se destacou na primeira parte do século 20. Chamado de "Greatest Fighter Nobody Knows (O Grande lutador que ninguém conhece)" pela ESPN, Muitos historiadores do boxe consideram Langford como um, se não,  o maior lutador de todos os tempos. Nascido em Weymouth Falls, uma pequena comunidade na Nova Escócia, Canadá. Ele era conhecido como "The Boston Bonecrusher(O Quebra-ossos de Boston)", "The Boston Terror(O terror de Boston)" e seu apelido mais infame,  "The Boston Tar Baby(O bebê de piche de Boston)".Langford tinha 1.71 metros e pesava 84kg no seu auge. Ele lutou em várias classes de peso, entre o Peso-leve até ao Peso-Pesado; e derrotou muitos campeões do mundo e lendas do seu tempo em cada uma das classes de peso. Com um Soco devastador mesmo em pesos-pesado. Langford foi classificado como #2, The Ring em sua lista dos "100 greatest punchers of all time (100 lutadores com soco mais forte de todos os tempos)". Um historiador do boxe descreveu Langford como "...experiente como o peso pesado James Toney com o poder de soco de Mike Tyson."
Foi-lhe negada a hipótese de disputar o titulo mundial várias vezes devido à cor da sua pele, e pela recusa de Jack Johnson, o primeiro afro-Americano campeão mundial dos pesados, em lutar contra ele. Langford foi o "Campeão do mundo negro", por 5 vezes. Titulo que estava vago depois de Johnson vencer o Mundial. Muitos aficionados do boxe consideram Langford o maior boxeador que nunca teve um título mundial. A BoxRec classifica-o como o 4º maior peso-pesado de todos os tempos, o 7º maior lutador peso-por-peso  de todos os tempos e o maior boxeador Canadense de todos os tempos.

## Carreira Profissional

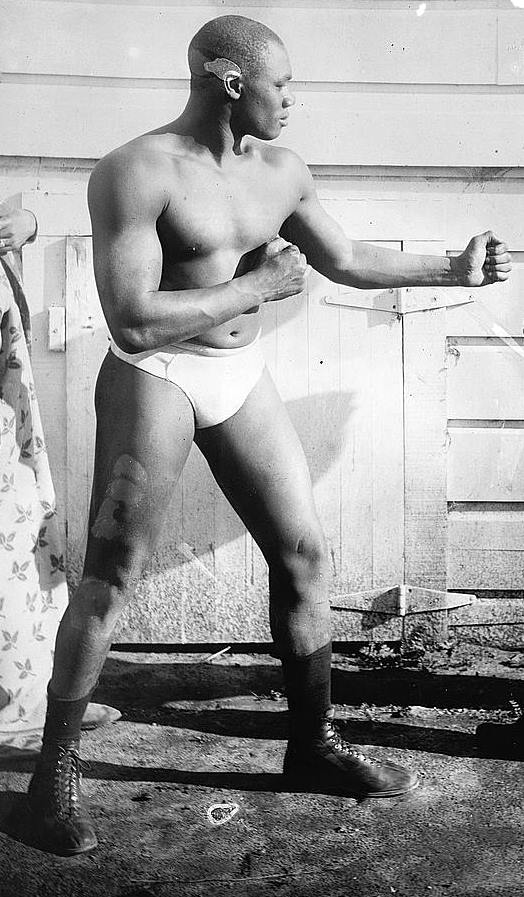

Langford foi um boxeador que lutou com grandes nomes da divisão dos leve até os pesos pesados, batendo muitos campeões no processo. No entanto, ele nunca foi capaz de garantir um título mundial para si. Langford foi simplesmente muito bom e, como resultado, foi evitado por muitos campeões. Apesar do fato de Langford nunca receber a sua devida chance ao título dos pesos pesados por  Jack Johnson's se recusar a correr o risco de perder a coroa contra Langford, A Ring magazine nomina Langford, como um dos dez melhores pesos-pesados de todos os tempos. O Renomado campeão Jack Dempsey afirmou que, quando era um jovem boxeador em 1916, recusou uma luta com Langford. De acordo com Dempsey: "eu acho que Sam Langford foi o maior lutador que já tivemos."

## Combates Notaveis
|           |                           |      |           |            |                                                     |                                              |
| Resultado | Oponente                  | Tipo | Rd., Time | data       | Local                                               | Notas                                        |
| Vitoria   | Tiger Flowers             | KO   | 2 (10)    | 05/06/1922 | Ponce de Leon Park, Atlanta, Georgia                |                                              |
| Vitoria   | George Godfrey            | KO   | 1 (12)    | 17/08/1921 | Riverside Club, Covington, Kentucky                 |                                              |
| Vitoria   | George Godfrey            | KO   | 2 (10)    | 17/11/1920 | Hot Springs, Arkansas                               |                                              |
| Vitoria   | Sam McVea                 | NWS  | 10        | 14/08/1920 | East Chicago, Indiana                               | Newspaper Decision                           |
| Empate    | George Godfrey            | PTS  | 10        | 01/05/1920 | Unknown Location                                    |                                              |
| Derrota   | Harry Wills               | PTS  | 15        | 23/04/1920 | Stockyards Stadium, Denver, Colorado                | For World "Colored" Heavyweight Title.       |
| Derrota   | Harry Wills               | PTS  | 15        | 05/11/1919 | Convention Hall, Tulsa, Oklahoma                    | For World "Colored" Heavyweight Title.       |
| Derrota   | Harry Wills               | NWS  | 10        | 30/09/1919 | Syracuse Arena, Syracuse, New York                  | Newspaper Decision                           |
| Derrota   | Harry Wills               | NWS  | 8         | 04/07/1919 | Sportsman's Park, Saint Louis, Missouri             | Newspaper Decision                           |
| Derrota   | Harry Wills               | TKO  | 8 (20)    | 19/05/1918 | Vista Allegre Bull Ring, Panama City                |                                              |
| Derrota   | Harry Wills               | KO   | 6 (20)    | 14/04/1918 | Vista Allegre Bull Ring, Panama City                | Lost World "Colored" Heavyweight Title.      |
| Vitoria   | Kid Norfolk               | KO   | 2 (20)    | 17/12/1917 | Stockyards Stadium, Denver, Colorado                |                                              |
| Empate    | Harry Wills               | NWS  | 12        | 12/11/1917 | Toledo Coliseum, Toledo, Ohio                       | Newspaper Decision                           |
| Derrota   | Harry Wills               | NWS  | 10        | 20/09/1917 | Clermont Avenue Rink, Brooklyn, New York            | Newspaper Decision                           |
| Vitoria   | Joe Jeanette              | NWS  | 12        | 14/09/1917 | Toledo Coliseum, Toledo, Ohio                       | Newspaper Decision                           |
| Derrota   | Harry Wills               | NWS  | 6         | 11/05/1917 | Cambria A.C., Philadelphia, Pennsylvania            | Newspaper Decision                           |
| Empate    | Sam McVea                 | PTS  | 20        | 12/08/1916 | Teatro Roma, Avellaneda, Buenos Aires               | Retains World "Colored" Heavyweight Title.   |
| Vitoria   | Joe Jeanette              | KO   | 7 (10)    | 12/05/1916 | Syracuse Arena, Syracuse, New York                  | Retains World "Colored" Heavyweight Title.   |
| Empate    | Sam McVea                 | NWS  | 12        | 02/05/1916 | East Market St. Rink, Akron, Ohio                   | Newspaper Decision                           |
| Derrota   | Harry Wills               | NWS  | 8         | 25/04/1916 | Saint Louis Coliseum, Saint Louis, Missouri         | Newspaper Decision                           |
| Vitoria   | Sam McVea                 | NWS  | 10        | 07/04/1916 | Syracuse Arena, Syracuse, New York                  | Newspaper Decision                           |
| Derrota   | Harry Wills               | NWS  | 10        | 07/03/1916 | Broadway Arena, Brooklyn, New York                  | Newspaper Decision                           |
| Vitoria   | Sam McVea                 | NWS  | 10        | 17/02/1916 | Madison Square Garden, New York, New York           | Newspaper Decision                           |
| Vitoria   | Harry Wills               | KO   | 19 (20)   | 11/02/1916 | Tommy Burns Arena, Louisiana, New Orleans           | Won World "Colored" Heavyweight Title.       |
| Derrota   | Harry Wills               | PTS  | 20        | 03/01/1916 | Tulane A.C., Louisiana, New Orleans                 | For World "Colored" Heavyweight Title.       |
| Derrota   | Harry Wills               | NWS  | 10        | 03/12/1915 | Harlem S.C., New York, New York                     | Newspaper Decision                           |
| Empate    | Sam McVea                 | NWS  | 10        | 23/11/1915 | American A.C., New York, New York                   | Newspaper Decision                           |
| Empate    | Sam McVea                 | PTS  | 10        | 30/09/1915 | Denver, Colorado                                    |                                              |
| Derrota   | Sam McVea                 | PTS  | 12        | 29/06/1915 | Atlas A.A., Boston, Massachusetts                   | For World "Colored" Heavyweight Title.       |
| Derrota   | Joe Jeanette              | PTS  | 12        | 13/04/1915 | Atlas A.A., Boston, Massachusetts                   | Lost World "Colored" Heavyweight Title.      |
| Vitoria   | Harry Wills               | KO   | 14 (20)   | 26/11/1914 | Vernon Arena, Vernon, California                    | Retained World "Colored" Heavyweight Title.  |
| Vitoria   | Gunboat Smith             | KO   | 3 (12)    | 20/10/1914 | Atlas A.A., Boston, Massachusetts                   |                                              |
| Empate    | Joe Jeanette              | NWS  | 10        | 01/10/1914 | Stadium A.C., New York, New York                    | Newspaper Decision                           |
| Empate    | Harry Wills               | NWS  | 10        | 01/05/1914 | National Baseball Park, New Orleans, Louisiana      | Newspaper Decision                           |
| Vitoria   | Joe Jeanette              | PTS  | 20        | 20/12/1913 | Luna Park Arena, Paris                              |                                              |
| Derrota   | Gunboat Smith             | PTS  | 12        | 17/11/1913 | Atlas A.A., Boston, Massachusetts                   |                                              |
| Empate    | Joe Jeanette              | NWS  | 10        | 03/10/1913 | Madison Square Garden, New York, New York           | Newspaper Decision                           |
| Empate    | Sam McVea                 | PTS  | 20        | 24/03/1913 | Olympic Stadium, Brisbane, Queensland               | Retained World "Colored" Heavyweight Title.  |
| Vitoria   | Sam McVea                 | KO   | 13 (20)   | 26/12/1912 | Sydney Stadium, Sydney, New South Wales             | Retained World "Colored" Heavyweight Title.  |
| Vitoria   | Sam McVea                 | TKO  | 11 (20)   | 09/10/1912 | Exhibition Stadium, Perth, Western Australia        | Retained World "Colored" Heavyweight Title.  |
| Vitoria   | Sam McVea                 | PTS  | 20        | 03/08/1912 | Sydney Stadium, Sydney, New South Wales             | Retained World "Colored" Heavyweight Title.  |
| Vitoria   | Sam McVea                 | PTS  | 20        | 08/04/1912 | Sydney Stadium, Sydney, New South Wales             | Won World "Colored" Heavyweight Title.       |
| Derrota   | Sam McVea                 | PTS  | 20        | 26/12/1911 | Sydney Stadium, Sydney, New South Wales             | Lost World "Colored" Heavyweight Title.      |
| Vitoria   | Joe Jeanette              | NWS  | 10        | 05/09/1911 | Madison Square Garden, New York, New York           | Newspaper Decision                           |
| Vitoria   | Philadelphia Jack O'Brien | TKO  | 5 (10)    | 15/08/1911 | Twentieth Century A.C., New York, New York          |                                              |
| Empate    | Sam McVea                 | PTS  | 20        | 01/04/1911 | Cirque de Paris, Paris                              | Retained World "Colored" Heavyweight Title.  |
| Vitoria   | Joe Jeanette              | PTS  | 12        | 10/01/1911 | Armory A.A., Boston, Massachusetts                  | Retained World "Colored" Heavyweight Title.  |
| Vitoria   | Joe Jeanette              | PTS  | 15        | 06/09/1910 | Armory A.A., Boston, Massachusetts                  | Retained World "Colored" Heavyweight Title.  |
| Vitoria   | Stanley Ketchel           | NWS  | 6         | 27/04/1910 | National A.C., Philadelphia, Pennsylvania           | Newspaper Decision                           |
| Vitoria   | Dixie Kid                 | KO   | 3 (8)     | 10/01/1910 | Phoenix A.C., Memphis, Tennessee                    | Retained World "Colored" Heavyweight Title.  |
| Vitoria   | Dixie Kid                 | RTD  | 5 (12)    | 28/09/1909 | Armory A.A., Boston, Massachusetts                  | Retained World "Colored" Heavyweight Title.  |
| Vitoria   | Joe Jeanette              | NWS  | 6         | 01/09/1908 | National A.C, New York, New York                    | Newspaper Decision                           |
| Empate    | Joe Jeanette              | PTS  | 12        | 03/03/1908 | Armory A.A., Boston, Massachusetts                  |                                              |
| Vitoria   | Young Peter Jackson       | PTS  | 20        | 12/11/1907 | Pacific A.C., Los Angeles, California               | Retained World "Colored" Middleweight Title. |
| Empate    | Joe Jeanette              | PTS  | 12        | 11/01/1907 | Unity Cycle Club, Lawrence, Massachusetts           |                                              |
| Vitoria   | Young Peter Jackson       | PTS  | 15        | 21/11/1906 | Rochester, New York                                 |                                              |
| Derrota   | Young Peter Jackson       | TKO  | 5         | 13/06/1906 | Southbridge, Massachusetts                          |                                              |
| Derrota   | Jack Johnson              | PTS  | 15        | 26/04/1906 | Lincoln A.C., Chelsea, Massachusetts                | For World "Colored" Heavyweight Title.       |
| Vitoria   | Joe Jeanette              | PTS  | 15        | 05/04/1906 | Lincoln A.C., Chelsea, Massachusetts                |                                              |
| Derrota   | Joe Jeanette              | TKO  | 8 (12)    | 25/12/1905 | Unity Cycle Club, Lawrence, Massachusetts           |                                              |
| NC        | Jack Blackburn            | NC   | 1 (6)     | 07/10/1905 | National A.C., Philadelphia, Pennsylvania           |                                              |
| Empate    | Young Peter Jackson       | PTS  | 15        | 29/09/1905 | Germania Maennerchor Hall, Baltimore, Maryland      |                                              |
| Empate    | Jack Blackburn            | PTS  | 10        | 20/09/1905 | Lyric A.C., Allentown, Pennsylvania                 |                                              |
| Vitoria   | Young Peter Jackson       | PTS  | 15        | 16/06/1905 | Douglas A.C., Chelsea, Massachusetts                |                                              |
| Vitoria   | Young Peter Jackson       | PTS  | 15        | 26/05/1905 | Highland A.C., Marlborough, Massachusetts           |                                              |
| Empate    | Jack Blackburn            | PTS  | 15        | 09/12/1904 | Marlborough Theater, Marlborough, Massachusetts     |                                              |
| Empate    | Barbados Joe Walcott      | PTS  | 15        | 05/09/1904 | Lake Massabesic Coliseum, Manchester, New Hampshire | For World Welterweight Title.                |
| Empate    | Jack Blackburn            | NWS  | 6         | 11/01/1904 | Washington S.C., Philadelphia, Pennsylvania         | Newspaper Decision                           |
| Empate    | Jack Blackburn            | PTS  | 12        | 23/12/1903 | Central A.C., Boston, Massachusetts                 |                                              |
| Vitoria   | Joe Gans                  | PTS  | 15        | 08/12/1903 | Criterion A.C., Boston, Massachusetts               |                                              |

## References
1. ↑  Mulvaney, Kieran (7 de fevereiro de 2007). «The greatest fighter almost nobody knows». ESPN
2. ↑  http://coxscorner.tripod.com/langford.html
3. ↑  «All-time P4P boxers». BoxRec. Consultado em 22 de maio de 2013
4. ↑  Heller, Peter (1973). "In This Corner...!": Forty World Champions Tell Their Stories. New York: Simon and Schuster. p. 58. ISBN 0671-21568-X
5. ↑  Sam Langfords's Professional Boxing Record. BoxRec.com. Retrieved on 2014-05-18.